# Patrick J. Hurley

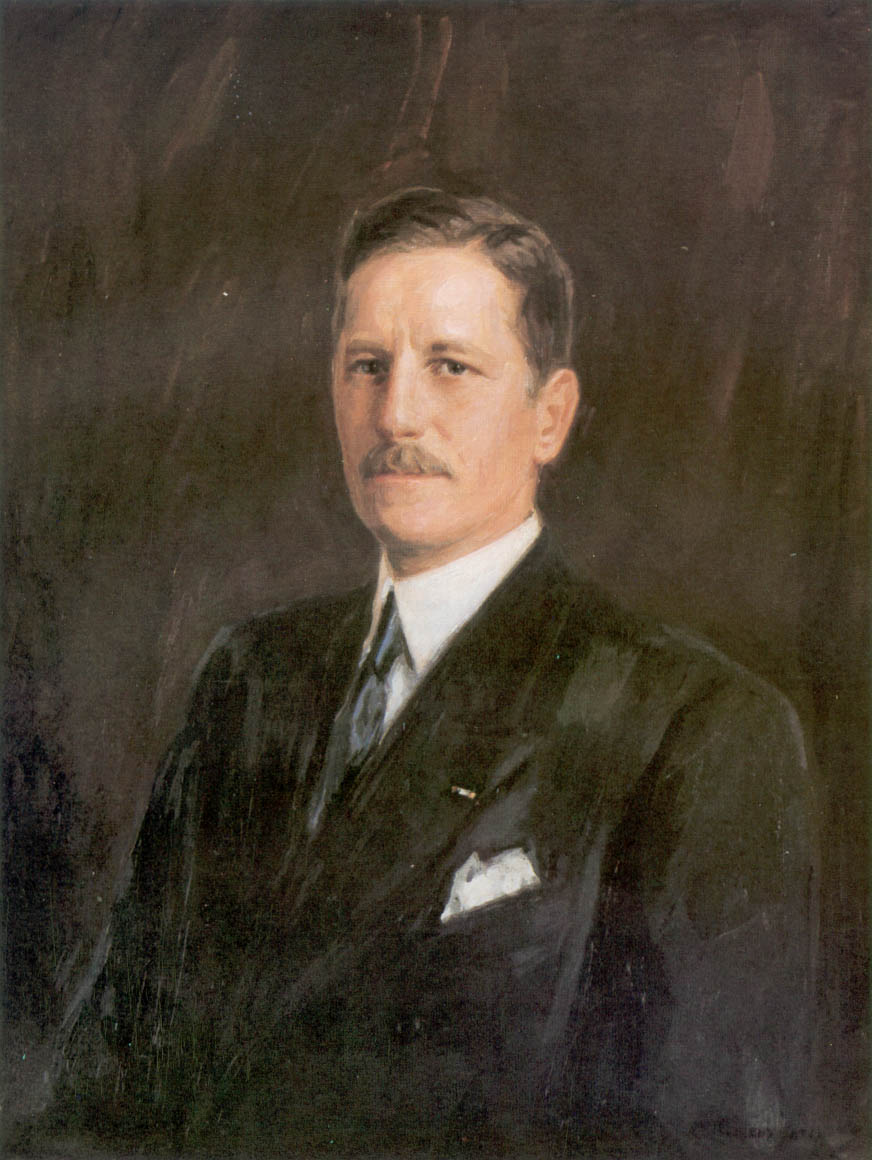
Patrick Jay Hurley

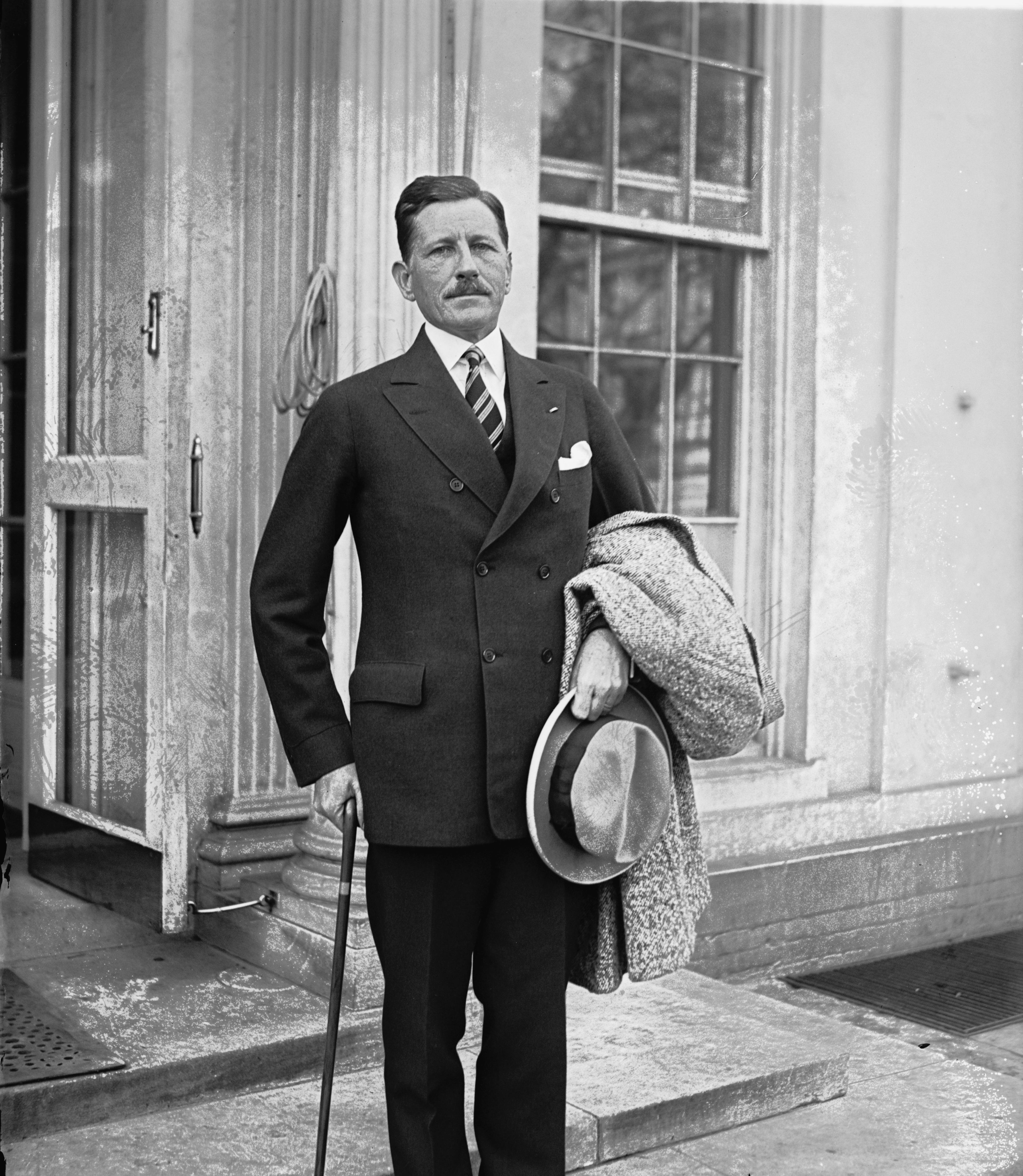
Hurley im Jahr 1929

Patrick Jay Hurley (* 8. Januar 1883 im Indianer-Territorium; † 30. Juli 1963 in Santa Fe, New Mexico) war ein US-amerikanischer Offizier, Politiker und Diplomat, der der Republikanischen Partei angehörte.

## Wirken
Der auf dem Gebiet der Choctaw Nation geborene Hurley begann 1908 in Oklahoma als Anwalt zu praktizieren und war Colonel in der American Expeditionary Force während des Ersten Weltkrieges. Nach dem Krieg wurde er in der Republikanischen Partei aktiv und diente zwischen 1929 und 1933 als 51. US-Kriegsminister unter Präsident Herbert Hoover. Zuvor war er im Jahr 1929 wenige Monate bereits stellvertretender Kriegsminister (Assistant Secretary of War) gewesen.

## Zweiter Weltkrieg
Als die Vereinigten Staaten 1941 in den Zweiten Weltkrieg eintraten, erhielt Hurley eine Beförderung zum Brigadegeneral. General George C. Marshall sandte ihn als persönlichen Beauftragten nach Ostasien, wo er prüfen sollte, ob die auf der Insel Bataan belagerten amerikanischen Truppen evakuiert werden könnten. Zwar gelang es ihm bei drei verschiedenen Gelegenheiten, die Soldaten mit Nachschub an Nahrungsmitteln und Munition zu versorgen; eine Evakuierung erwies sich jedoch als unmöglich.
Nach dem Ende dieser Mission widmete er sich einer Reihe von Aufgaben als persönliche Vertrauensperson von Präsident Franklin D. Roosevelt. Er wurde 1942 Gesandter in Neuseeland und flog dann in die Sowjetunion. Er wurde der erste Ausländer, der die Erlaubnis für den Besuch der Ostfront bekam. Über die nächsten zwei Jahre besuchte er den Nahen Osten, den Mittleren Osten, China und Afghanistan im Auftrag des Präsidenten, bevor er 1944 Botschafter der Vereinigten Staaten in der Republik China wurde.

## China
Im August 1944 kam Hurley als persönlicher Gesandter des Präsidenten Roosevelt an Chiang Kai-shek in China an. Die schriftlichen Anweisungen des Präsidenten waren folgende:
Sie werden hiermit zu meinem persönlichen Repräsentanten bei Generalissimus Chiang Kai-shek ernannt, der mich persönlich unterrichtet. Ihre hauptsächliche Aufgabe ist es, effektive und harmonische Beziehungen zwischen dem Generalissimus und General Joseph Stilwell herbeizuführen, um General Stilwell die Ausübung seiner Befehlsgewalt über die chinesischen Armeen, die unter seinem Befehl stehen, zu erleichtern. Ihnen werden [noch] weitere Aufgaben erteilt werden.
Die militärischen Operationen in China gegen die Japaner waren durch einen Mangel an Kooperation zwischen Stilwell und Chiang, der an persönliche Feindschaft grenzte, stark behindert gewesen. Der entschiedene Antikommunist Hurley stellte sich schließlich auf die Seite des Generalissimus und er begrüßte es, als Stilwell durch General Albert Wedemeyer ersetzt wurde.
Anfang November 1944, nach dem Rücktritt des Botschafters Clarence E. Gauss, wurde Hurley der Botschafterposten in China offiziell angeboten, jedoch lehnte er anfänglich ab, indem er erklärte, dass die Pflichten, mit denen er in China betraut worden war, die unangenehmsten gewesen seien, die er jemals ausgeübt hätte – und weiter, dass er fühle, dass seine Unterstützung für Chiang Kai-shek und die nationale Regierung von China den Widerstand der unamerikanischen Elemente im Außenministerium – d. h.: derjenigen Beamten, die seiner Auffassung nach den Kommunisten unter Mao Zedong zu viel Sympathie entgegenbrachten – gegen ihn selbst vergrößert hätten. Nachdem er am 17. November ein Telegramm vom Präsidenten erhalten hatte, der ihn drängte, den Posten wegen der kritischen Natur der Situation doch noch zu akzeptieren, nahm er widerstrebend an.
Hurleys Beziehungen mit dem Außenministerium verbesserten sich nicht. Zudem resultierte die Jalta-Konferenz im Februar 1945 zwischen Präsident Roosevelt, Winston Churchill und Josef Stalin in einer geheimen Vereinbarung, in der unter anderem der Sowjetunion Zugeständnisse in China bewilligt wurden, die das zaristische Russland im Russisch-Japanischen Krieg Anfang des Jahrhunderts verloren hatte. Dies, glaubte Hurley, war der Anfang vom Ende eines nichtkommunistischen Chinas.
Er behielt die Hoffnung, dass nach Präsident Roosevelts Tod Präsident Harry S. Truman die – wie er es sah – Irrtümer von Jalta erkennen und die Situation berichtigen würde, aber seine Bemühungen in dieser Richtung waren vergebens. Mit einem in scharfem Ton gehaltenen Schreiben vom 26. November 1945 reichte er seinen Rücktritt ein.
Ich verlangte die Entlassung der Karrieristen, schrieb er, die sich der [offiziellen] amerikanischen Politik auf dem chinesischen Kriegsschauplatz widersetzten. Diese Berufsdiplomaten wurden nach Washington, D.C. zurückbeordert, [dann aber] in den China- und Fernost-Abteilungen des Außenministeriums als meine Aufseher platziert. Einige eben dieser Karrieristen, für deren Ablösung ich gesorgt habe, sind [jetzt] dem Obersten Befehlshaber ("Supreme Commander") in Asien als Aufseher zugeordnet worden. In solchen Positionen ergreifen die meisten weiterhin Partei für die bewaffneten Kommunisten und manchmal für den Imperialistischen Block gegen die amerikanische Politik.

## Politische Kandidatur
Hurley war republikanischer Kandidat für einen Sitz im US-Senat für den Staat New Mexico in den Jahren 1946, 1948 und 1952; jedoch verlor er alle drei Wahlen gegen den Demokraten Dennis Chavez.

## Sonstiges
- Außer Präsident Hoover selbst war Hurley das letzte lebende Mitglied des Hoover-Kabinetts.